# آمستل‌فین
شهر آمستل‌فین (به هلندی: Amstelveen) در هلند شمالی در کشور هلند واقع شده‌است. جمعیت این شهر ۹۰٫۸۳۰ نفر  است.